# Animegao

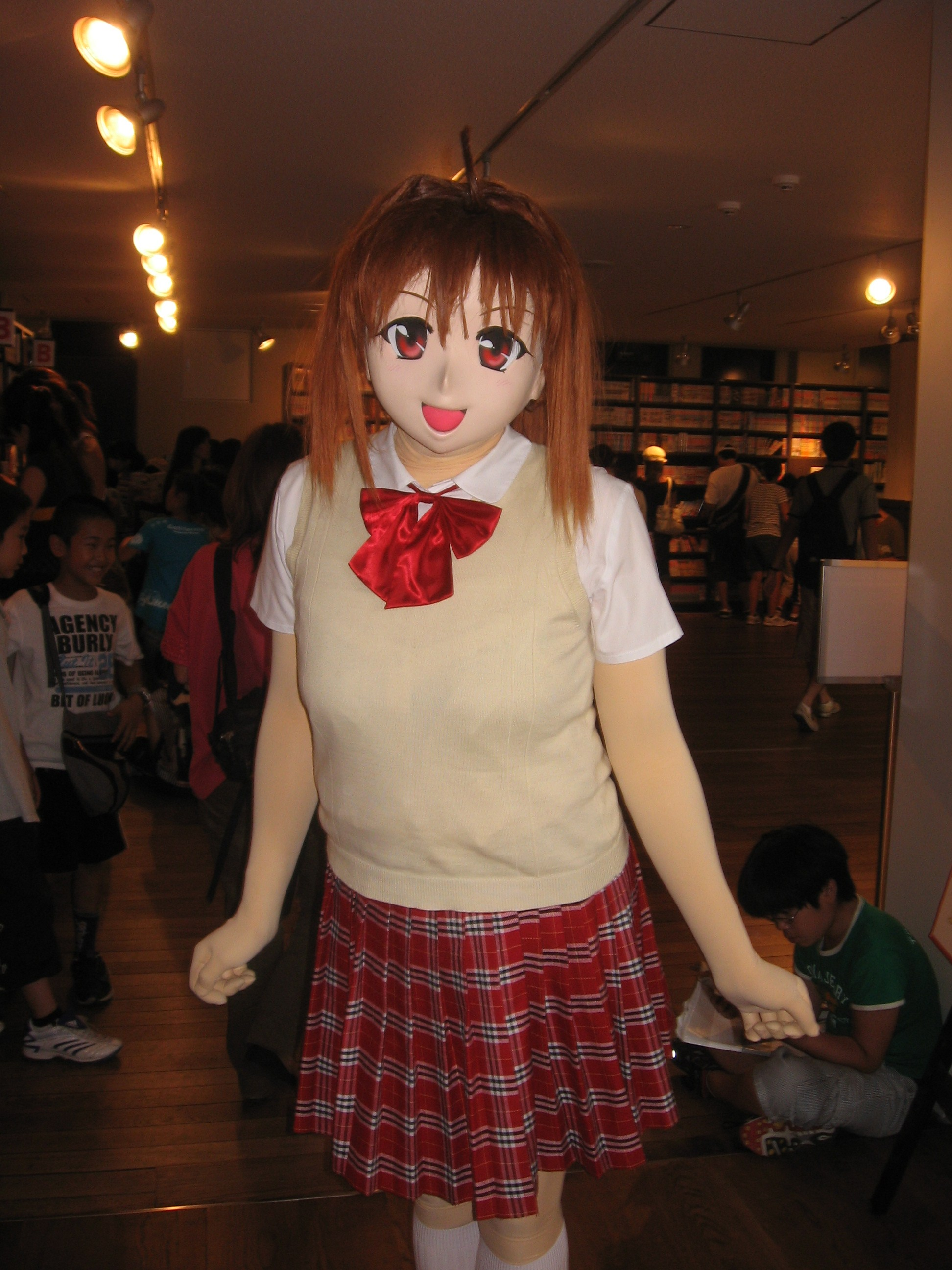
Animegao femenino.

Un animegao (アニメ顔?   literalmente "anime + cara") es una variante del cosplay kigurumi.
Es todavía una parte muy secundaria de la escena del cosplay en Japón, aunque llamó la atención recientemente en otros países, como los Estados Unidos y Canadá. Dentro de este pasatiempo puede ser encontrado varios motivos de cosplay, tales como ropa, leotardos y minifaldas, todos trajes muy populares entre personajes de anime.
En el nivel aficionado los personajes en cuestión son casi siempre femeninos. Otro motivo cosplay puede ser también el deseo de emular un personaje dado del anime en la apariencia exacta, y en la personalidad. Por vestir un traje de cuerpo entero o una máscara, los cosplayers del kigurumi pueden conseguir acercarse más a la apariencia del personaje original, especialmente en el caso de los personajes animales o personajes sumamente estilizados. Cosplayers kigurumi amateurs de animales marcan detalladamente y cuidadosamente cabezas y cuerpos de plástico, de alambre y piel artificial. En el kigurumi de animegao, el actor que caracteriza un personaje humanoide de anime llevará un traje de cuerpo entero y máscara color carne parejo hechas generalmente de masilla. Algunos aficionados consiguen máscaras de estudios establecidos de máscaras para aficionados tales como Build Up Studio SIGMA o Dolphin Factory.